# Link Light Rail
Link Light Rail è un progetto della Sound Transit per il trasporto di massa nell'area metropolitana di Seattle,approvato attraverso una votazione nel novembre del 1996.Attualmente sono operative due linee: Tacoma Link, che utilizza vetture costruite dalla Škoda, e Central Link, che dispone di 35 vetture costruite dalla Kinki Sharyo. Per quanto riguarda l'University Link, che estenderà il Central Link verso Nord da Downtown Seattle fino all'Università del Washington, sono iniziati i lavori di costruzione nel novembre del 2008 e l'attivazione del servizio è prevista per il 2016. Inoltre, i votanti hanno approvato nel novembre del 2008 l'estensione del Link light rail verso Nord attraverso Northgate fino a Lynnwood (con in progetto un'ulteriore futura espansione fino ad Everett), verso Sud fino al Redondo Heights Park (con in progetto un'ulteriore futura espansione fino a Tacoma ed estensione del Tacoma Link ad Est e ad Ovest), e verso Est attraverso Mercer Island e Bellevue fino al centro direzionale della Microsoft a Redmond (con in progetto un'ulteriore futura espansione fino al centro di Redmond).

## Storia
Nel novembre del 1996, i votanti della Contea di King, Contea di Pierce, e della Contea di Snohomish hanno approvato un aumento della tassazione per la vendita e la proprietà dei veicoli per pagare un pacchetto di trasporti da 3.9 miliardi di dollari che includeva 1.7 miliardi di dollari per il sistema di metropolitana leggera, il Central Link ed il Tacoma Link. Negli anni successivi sono stati fatti molti di varia natural sul Central Link.
Tra la fine degli anni novanta e l'inizio degli anni 2000 la Sound Transit ha attraversato una serie di difficoltà politiche e finanziarie. Il costo della linea è cresciuto significativamente, ed il governo federale ha richiesto delle garanzie economiche. Nel 2001, la Sound Transit è stata obbligata a ridurre le dimensioni della linea proposte in origine, e il crescente entusiasmo per la nuova monorotaia che doveva essere costruita portarono una forte opposizione contro la metropolitana leggera verso l'area metropolitana.
Per la fine del 2002, la Sound Transit decise di dedicarsi ad una sola linea e divenne finanziariamente stabile. Il 22 agosto del 2003 venne inaugurato il Tacoma Link (linea tranviaria) nel centro di Tacoma raggiungendo velocemente il numero di utenti previsti. L'8 novembre del 2003, venne effettuata la cerimonia di inaugurazione del cantiere del Central Link. L'apertura del Central Link, per il tratto compreso tra Westlake e Tukwila, avvenne il 18 luglio del 2009, mentre l'estensione fino all'aeroporto di Seattle venne aperta il 19 dicembre 2009.

## Servizio

### Capolinea
Attuale timetable del Tacoma Link:
|                     | Orario             | Capolinea |
| ------------------- | ------------------ | --------- |
| da lunedì a venerdì | 5:20 am – 6:50 am  | 20        |
| da lunedì a venerdì | 6:50 am – 8:00 pm  | 10        |
| da lunedì a venerdì | 8:00 pm – 10:10 pm | 20        |
| Sabato              | 8:00 am – 10:10 pm | 10        |
| Domenica            | 10:00 am – 6:00 pm | 20        |

Attuale timetable del Central Link:
|                     | Orario              | Capolinea |
| ------------------- | ------------------- | --------- |
| da lunedì a venerdì | 5:00 am – 6:00 am   | 15        |
| da lunedì a venerdì | 6:00 am – 8:30 am   | 7.5       |
| da lunedì a venerdì | 8:30 am – 3:00 pm   | 10        |
| da lunedì a venerdì | 3:00 pm – 6:30 pm   | 7.5       |
| da lunedì a venerdì | 6:30 pm – 10:00 pm  | 10        |
| da lunedì a venerdì | 10:00 pm – 1:00 am  | 15        |
| Sabato              | 5:00 am – 8:00 am   | 15        |
| Sabato              | 8:00 am – 10:00 pm  | 10        |
| Sabato              | 10:00 pm – 1:00 am  | 15        |
| Domenica            | 6:00 am – 8:00 am   | 15        |
| Domenica            | 8:00 am – 10:00 pm  | 10        |
| Domenica            | 10:00 pm – 12:00 am | 15        |

### Interscambio

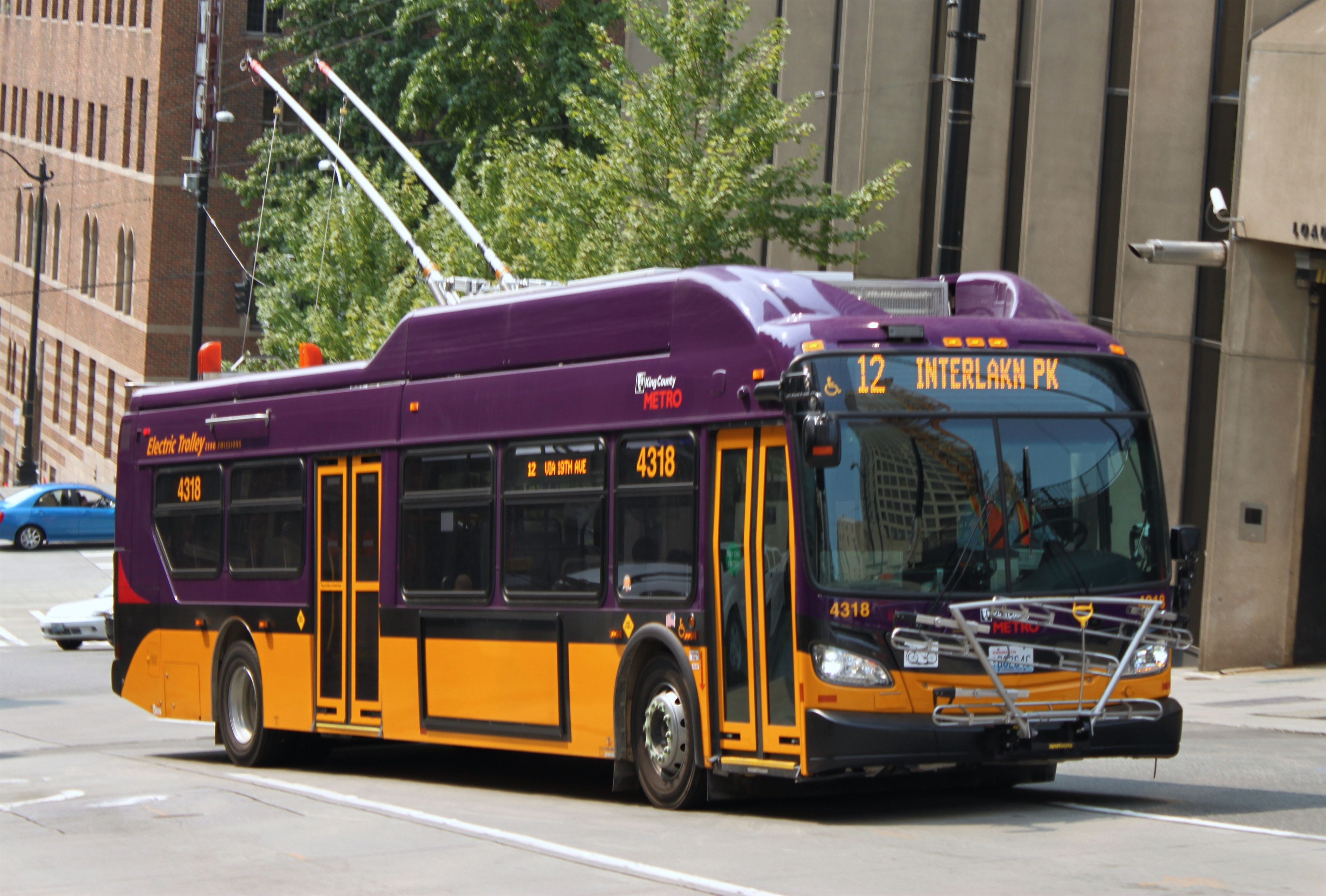
Un filobus della King County Metro a Downtown Seattle

Il Tacoma Link è situato interamente tra la Contea di Pierce, e la maggior parte delle interconnessioni sono curate dalla Pierce Transit. Anche la Sound Transit ha delle linee di autobus che partono dal Tacoma Link verso altre aree della contea, e l'Intercity Transit ha la linea di pullman che collega la città di Olympia alla Tacoma Dome Station.
Il Central Link si trova interamente all'interno della contea di King, pertanto la maggior parte delle interconnessioni sono effettuate dagli pullman della King County Metro. I pullman della Metro e la metropolitana leggera del Link Light Rail condividono il Downtown Seattle Transit Tunnel, rendendo semplici i trasferimenti. A Westlake, è possibile effettuare l'interscambio con la rete tranviaria e la monorotaia. Il pullman extraurbani verso la Contea di Snohomish sono operati dalla Community Transit, mentre la Sound Transit collega, con molte corse giornaliere Downtown Seattle e il Seattle-Tacoma International Airport a molte zone della contea di King, quella di Snohomish e quella di Pierce. Tre intercity della Amtrak collegano Seattle (King Street Station) ad altre zone del paese, mentre i deposito dei bus extraurbani si trova ad alcuni isolati di distanza dalla Westlake Station. Infine, molti traghetti partono dal Colman Dock sul waterfront di Downtown Seattle.

### Tariffe
Le tariffe del Central Link sono basate sulla distanza, con un costo base di $1.75 più 5 centesimi per miglio, arrotondato al quarto di dollaro più vicino. L'utilizzo della linea all'interno del Downtown Seattle Transit Tunnel non è gratuito a differenza degli autobus. Il risultato è un costo massimo di $2.50 per un viaggio di sola andata tra Downtown Seattle all'aeroporto, contro il costo compreso tra i $2.00 (bassa stagione) ed i $2.75 (alta stagione) per lo stesso percorso con la linea 194 Metro. Maintaining the ride-free area downtown for light rail would have resulted in fares 25 cents higher.
La Orca Card permette tariffe agevolate e trasferimento automatico del credito tra il Link Light Rail il Sound Transit, la King County Metro, il Community Transit, il Pierce Transit, l'Everett Transit, i traghetti dello stato di Washington e della Kitsap Transit.
Il Tacoma Link è gratuito nel suo intero percorso al centro di Tacoma.

### Materiale rotabile
La flotta del materiale rotabile è composta da due tipologie di veicoli, per un totale di 38. Il Tacoma Link ne utilizza 3, mentre il Central Link ne utilizza 35.
Le vetture del Tacoma Link sono state costruite in Repubblica Ceca dalla Škoda tra il 2001 ed il 2002, in compartecipazione con la Inekon, altra azienda ceca. Si tratta di tre 10T, lo stesso tipo utilizzato nella Rete tranviaria di Portland. Sono state consegnate alla Sound Transit nel settembre del 2002, prima dell'inaugurazione del Link avvenuta nel 2003. Sono composte da singoli vagoni, non accoppiate a formare treni, di circa 22 metri di lunghezza e 2 metri e mezzo di larghezza, al centro hanno due articolazioni per favorire le curva. Ognuna ha una capacità totale di 157 passeggeri, 30 seduti e 127 in piedi. Le vetture sono alimentate a 750 Vcc mediante linea aerea.
Le vetture del Central Link sono state prodotte dalla Kinki Sharyo in Giappone e negli Stati Uniti. La prima vettura è arrivata nel novembre del 2006, altre due ogni mese sono arrivate a partire dal maggio del 2007. Le vetture misurano 32 metri di lunghezza, possono essere accoppiate fino ad arrivare a treni di quattro vagoni. Utilizzano 1500-volt di corrente elettrica attraverso una singola catenaria, ognuna può ospitare 200 passeggeri di cui 74 seduti.

## Linee attuali

### Tacoma Link
Il Tacoma Link è un sistema tranviario che attraversa la zona più trafficata di Tacoma. Questa linea collega Tacoma Dome Station (hub regionale per autobus urbani ed extraurbani e stazione ferroviaria) con il centro di Tacoma. Si ferma alla Tacoma Dome Station, situata presso la S. 25th Street, Union Station, il centro della città, ed il Theater District. La fermata Union Station si trova nelle vicinanze del campus dell'University of Washington ed anche di molti musei. Nel quarto trimestre del 2009 il Tacoma Link contava 3.900 passeggeri giornalieri superando la previsione di 2.000 passeggeri giornalieri prevista per il 2010.

### Central Link
Il servizio è stato attivato il 18 luglio del 2009 su un tracciato di 22.1 km e 12 stazioni, 7.1 km in linea sopraelevata, 4 km in galleria e 11 km a livello stradale.
Per supportare questa linea, la Sound Transit ha modificato il Downtown Seattle Transit Tunnel e quattro delle sue stazioni in modo da permetterne l'utilizzo sia per le linee di autobus che per la metropolitana leggera. La Sound Transit inoltre ha costruito le seguenti nuove stazioni (da Nord a Sud): Qwest Field e Safeco Field, nel Sodo district su Lander Street poco a Sud di Downtown Seattle; a Beacon Hill tra Beacon e Lander, nelle vicinanze di Mount Baker; nelle vicinanze di Columbia City tra la Edmunds ae Martin Luther King Jr. Way (MLK); vicino Othello Street e MLK; nelle vicinanze di Rainier Beach tra la Henderson e MLK; ed a Tukwila sul Tukwila International Blvd. Sound Transit ha esteso la linea di ulteriori 2.7 km fino all'aeroporto aggiungendo la tredicesima stazione il 19 dicembre del 2009.
Il tunnel di Beacon Hill è uno dei componenti principali del Central Link. Il suo accesso Ovest si trova sotto l'Interstat, ad Est della strada per l'aeroporto. La stazione sotterranea di Beacon Hill si trova nell'angolo Sud-Est tra Beacon Avenue South e South Lander Street, a circa 50 metri di profondità.
L'accesso Est si apre ad Est di 25th Avenue South, dove la linea di metropolitana leggera torna a livello stradale avvicinandosi alla stazione Mount Baker vicino all'incrocio tra Rainier Avenue South e South Stevens Street.

#### University Link
Nel novembre del 2006, l'amministrazione federale per i trasporti (FTA) ha approvato il piano d'espansione della Sound Transit che prevedeva l'allungamento della linea di 5 km verso Nord fino all'University of Washington dopo aver completato uno studio sull'impatto ambientale. Venne approvata la garanzia economica nel novembre del 2008, questo ha permesso al cantiere di essere inaugurato nel dicembre dello stesso anno. La costruzione dell'opera dovrebbe essere completata nel 2016.

## Estensioni future
Per il futuro è previsto un progetto chiamato Sound Transit 2 (ST2), è il progetto per la seconda fase d'espansione del Link Light Rail. L'ST2 è stato presentato agli elettori nel novembre del 2007 come parte del progetto Roads and Transit (Strade e trasporti), che include centinaia di miglia di espansione autostradale e ferroviaria, ma non venne approvato. La Sound Transit presentò quindi un altro ST2 nel novembre del 2008. Il progetto venne approvato con larga maggioranza. Il progetto prevede l'estensione della metropolitana leggera fino al Lynnwood Transit Center a Nord, fino al S. 272nd St. in Federal Way verso Sud, e Downtown Bellevue e Overlake Transit Center verso Est.

### North Link
Il North Link è un'espansione futura del Central Link parzialmente approvata dagli elettori nel novembre del 2008. Collegherà l'University Link all'University District, Roosevelt, Northgate ad altre zone a Nord. Una volta che il North Link verrà completato tutti i principali quartieri centrali di Seattle quali Capitol Hill, University District, Northgate saranno connessi attraverso la metropolitana leggera. È considerata una priorità dalla Sound Transit visto che aggiungerà oltre 40.000 nuovi passeggeri all'intero sistema entro il 2030, diminuendo la pressione sulla Interstate 5.
La proposta del 2008 includeva l'estensione del Central Link verso Nord fino al centro d'interscambio di Lynnwood attraverso le stazioni descritte sopra più Jackson Park, Shoreline e Mountlake Terrace. La votazione inoltre includeva ulteriori fondi per studiare un possibile sviluppo della linea verso Everett. Visto che il completamento dell'estensione fino al centro d'interscambio i Lynnwood è previsto per il 2023, è sicuro che una futura estensione verso Everett sarà pronta ben oltre quella data. Per portare avanti l'eventuale futura estensione verso Everett sarà necessaria una nuova programmazione.

### South Link
La Sound Transit progetta di collegare il capolinea Sud del Central Link, l'aeroporto, con il centro d'interscambio Tacoma Dome. Il tragitto proposto avrà stazioni su South 200th Street, al Highline Community College, al parcheggio Redondo/Star Lake, centro d'interscambio Federal Way, al parcheggio South Federal Way, ed a Fife. Molte sono le parti interessate, tra queste il dipartimento dei trasporti dello Washington, quindi sono molti gli accordi da trovare prima della sua costruzione. La linea, che prevedi circa 38.000 passeggeri al giorno, soddisferà uno dei principali obiettivi della Sound Transit: collegare Seattle e Tacoma attraverso una metropolitana leggera. Non sarà possibile estendere il Central Link fino al Tacoma link finché quest'ultimo non verrà equipaggiato con la tecnologia del Central Link. Il Tacoma Link, infatti, attualmente utilizza un voltaggio di 750 volt, mentre il Central Link funziona a 1.500 volt. Utilizza vetture differenti ed ha anche stazioni più corte.
La proposta presentata a novembre del 2008 includeva una porzione de South Link estendendo il Central Link fino al parcheggio Redondo/Star Lake, e venne approvata dagli elettori con una percentuale positiva del 57%. L'estensione fino a South 200th Street ed all'Highline Community College è prevista per il 2020, con l'estensione fino a Redondo/Star Lake a seguire nel 2023. L'intera estensione del tracciato fino al Tacoma Dome era in ballottaggio nella precedente elezione del 2007 ma non venne approvata col 56% di voti negativi.

### East Link
Nel novembre del 2008, gli elettori hanno approvato la costruzione dell'East Link, metropolitana leggera che collegherà la città di Seattle a Mercer Island ed alle comunità ad Est della città, quali Bellevue e Redmond. Questa linea si separerà dal Central Link appena più a Sud dell'International District/Chinatown nel centro di Seattle, si estenderà oltre il ponte dell'Interstate 90 verso il centro di Bellevue e servirà l'Overlake Transit Center, inclusi i quartier generali della Microsoft.
Avrà stazioni sull'I-90 a Rainier Avenue ed a Mercer Island; a Bellevue presso il parcheggio d'interscambio di South Bellevue, su East Main, presso il Bellevue Transit Center, presso l'ospedale Overlake, e presso il corridoio Bel-Red tra la 124th e la 130th; lungo la SR 520 all'Overlake Village ed all'Overlake Transit Center, adiacente alla Microsoft. South Bellevue, East Main, ed ospedale Overlake saranno stazioni sopraelevate, mentre Bel-Red, Overlake Village, e Overlake Transit Center saranno stazioni a livello stradale. Il Bellevue Transit Center situato al centro della città sarà sia a livello stradale che sotterranea. La città di Bellevue vuole un tunnel attraverso il centro della città, ma le somme proposte nel progetto del novembre del 2008 non includevano questa possibilità, così la città dovrà pagare a sue spese la modifica progettuale. Se la città non dovesse trovare i fondi la linea sarà a livello stradale.
L'East Link inoltre include il diritto di passaggio per una futura espansione da Overlake Transit Center al centro di Redmond, con una stazione su SE Redmond adiacente al Marymoor Park e nel centro di Redmond nelle vicinanze del Redmond Town Center.

### Estensione del Tacoma Link
La Sound Transit sta considerando molte estensioni per il Tacoma Link. Una di queste estensioni proposte dovrebbe estendere la linea verso Ovest fino al Tacoma Community College. La linea proposta sarebbe sopraelevata e servirebbe zone chiave come lo stadio dell'High School, l'ospedale pediatrico Mary Bridge, il Tacoma General Hospital, e l'University of Puget Sound. È in progetto aumentare i passeggeri giornalieri del Tacoma Link a 8.000. Il ballottaggio del 2008 includeva la ricerca di fondi e la possibilità di espandere il Tacoma Link.

### Altre estensioni proposte
Il sindaco di Seattle Michael McGinn ha proposto la costruzione di una nuova metropolitana leggeranella zona Ovest della città ed ha promesso di portare avanti una votazione pubblica entro il 2011. Questa nuova metropolitana leggera dovrebbe essere costruito come progetto congiunto tra la Sound Transit e la città di Seattle, e potrebbe collegare, tra gli altri, i seguenti quartieri Ballard, West Seattle, Fremont, e Belltown. Questo colmerebbe i vuoti lasciati dai progetti attuali.

## Impatto ambientale
Uno degli obiettivi principali nella costruzione del sistema Link Light Rail è stato il dare supporto alla crescita intelligente nella gestione della crescita e dello sviluppo della popolazione nella regione. Concentrandosi sullo sviluppo lungo la linea della metropolitana leggera (una pratica conosciuta come transit-oriented development, "sviluppo guidato dai trasporti"), più persone possono vivere con una densità maggiore senza aumentare il traffico automobilistico che può superare le aspettative. Inoltre, la concentrazione di residenti nelle vicinanze delle stazione aiuta a mantenere il numero di passeggeri e rientri economici. Gli attivisti che combattono l'aumento del clima mondiale inoltre suggeriscono che lo sviluppo compatto attorno alle linee di metropolitana leggera porta ad una enorme riduzione delle emissioni di anidride carbonica emesse dai residenti, confrontandole con quelle di una normale zona suburbana.
Ambientalisti, gruppi a favore dei trasporti e sostenitori delle case a basso costo hanno cercato il sostegno del governo per lo sviluppo di una maggiore regolamentazione del transito orientato lungo il Light Rail Link, e nel 2009 un disegno di legge è stato proposto nello Stato di Washington legislatura per aumentare la densità abitativa (oltre ad abbassare i requisiti di parcheggio e di alleggerire alcune altre norme in materia di sviluppo) nelle vicinanze delle stazioni. La proposta di legge non passò, ma i sostenitori pensano di riproporla nuovamente.